# Dali’s Dilemma
Dali’s Dilemma – amerykańska grupa muzyczna wykonująca metal progresywny. Powstała 1996 roku w San Jose w stanie Kalifornia w USA.

## Muzycy
- Matt Bradley – śpiew (Explorers Club)
- Patric Reyes – gitara
- Steve Reyes – gitara basowa
- Matt Guillory – instrumenty klawiszowe (Mullmuzzler, James Murphy, Explorers Club, James LaBrie)
- Jeremy Colson – perkusja (James Murphy)

## Dyskografia
- (1999) Manifesto For Futurism